# 雙積
在範疇論中，雙積是直積在預加法範疇中的推廣，它同時是範疇論意義下的積與上積。

## 定義
令 {\displaystyle {\mathcal {C}}} 為預加法範疇，因而任兩個對象 {\displaystyle A,B} 間的態射集 {\displaystyle \mathrm {Hom} _{\mathcal {C}}(A,B)} 是交換群。給定有限個對象 {\displaystyle A_{1},\ldots ,A_{n}}，假設有：
- 對象 {\displaystyle A}，通常表作 {\displaystyle A_{1}\oplus \cdots \oplus A_{n}}。
- 態射 {\displaystyle p_{k}:A\to A_{k}}（稱為射影）
- 態射 {\displaystyle i_{k}:A_{k}\to A}（稱為內射）

並假設：
- {\displaystyle i_{1}\circ p_{1}+\ldots i_{n}\circ p_{n}=\mathrm {id} _{A}}
- {\displaystyle p_{k}\circ i_{k}=\mathrm {id} _{A_{k}}}
- {\displaystyle k\neq l\Rightarrow p_{k}\circ i_{l}=0}

則稱 {\displaystyle A} 是 {\displaystyle A_{1},\ldots ,A_{n}} 的雙積。
注意到若在定義中取 {\displaystyle n=0}，則「空雙積」是一個對象 {\displaystyle 0}，使得恆等映射是零映射。

## 例子
- 交換群範疇中存在雙積，此時的雙積即直和。
- 一個域或除環上的向量空間也有雙積，即向量空間的直和。

## 性質
- 如果空雙積存在，並且所有二元雙積 {\displaystyle A_{1}\oplus A_{2}} 存在，則所有雙積皆存在。
- 預加法範疇中的雙積同時是範疇意義下的積與上積，這是雙積一詞的由來。由此可導得空雙積是零對象。
- 反之，預加法範疇中的積或上積也帶有自然的雙積結構。